# Ферне-Вольтер (кантон)
Ферне́й-Вольте́р (фр. Ferney-Voltaire) — кантон во Франции, находится в регионе Рона — Альпы, департамент Эн. Входит в состав округа Жекс.
Код INSEE кантона — 0113. Всего в кантон Ферней-Вольтер входят 8 коммун, из них главной коммуной является Ферней-Вольтер.

## Коммуны кантона
| Коммуна        | Население, чел | Почтовый индекс | Код INSEE |
| -------------- | -------------- | --------------- | --------- |
| Версонне       | 1941 (2004)    | 01210           | 01435     |
| Орне           | 2663 (1999)    | 01210           | 01281     |
| Превессен-Моэн | 4766 (2005)    | 01280           | 01313     |
| Сен-Жени-Пуйи  | 7237 (2004)    | 01630           | 01354     |
| Сержи          | 1420 (2005)    | 01630           | 01401     |
| Соверни        | 1088 (2004)    | 01220           | 01397     |
| Туари          | 4600 (2006)    | 01710           | 01419     |
| Ферне-Вольтер  | 8500 (2006)    | 01210           | 01160     |

## Население
Население кантона на 1999 год составляло 28 434 человека.
| 1962 | 1968 | 1975   | 1982   | 1990   | 1999   |
| ---- | ---- | ------ | ------ | ------ | ------ |
| 5355 | 8342 | 15 304 | 19 066 | 25 239 | 28 434 |